# Askham (Südafrika)

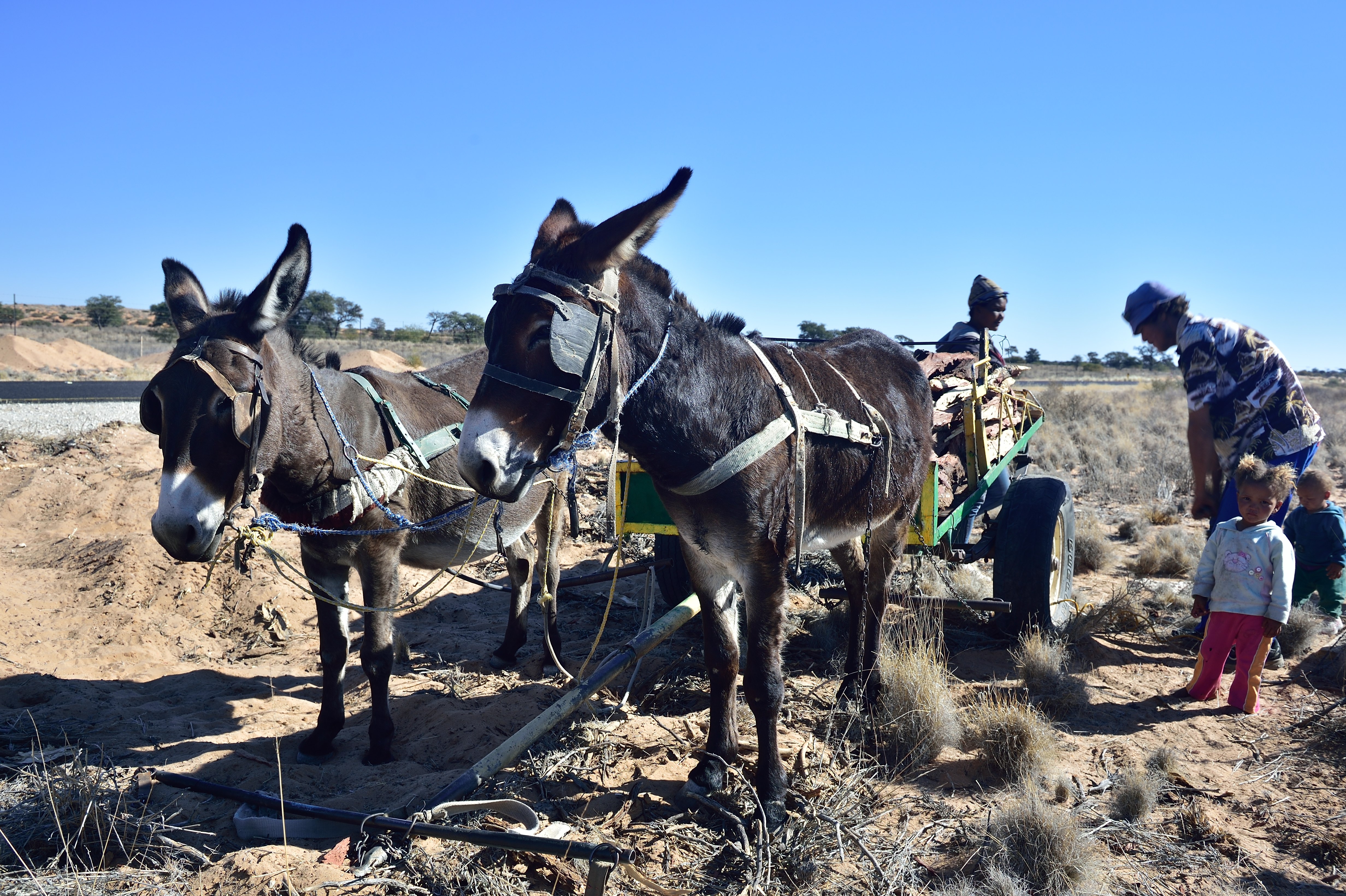
Feldarbeiten bei Askham

Askham ist eine Ortschaft im Distrikt ZF Mgcawu in der südafrikanischen Provinz Northern Cape. Sie befindet sich im nördlichsten Bereich der Provinz nahe der Grenze zu Botswana.

## Geographie
Askham befindet sich auf dem Territorium der Lokalgemeinde Dawid Kruiper an einer Krümmung des periodischen Flusses Kuruman (Kurumanrivier). Die aride Umgebung besteht aus offenen Sandfeldern und dem Kalahari-Wüsten-Savannen-Biom mit Dünenfeldern, Sträuchern, etwas Savannengras und vereinzelten Gehölzen, wie den Bäumen Acacia erioloba (Kameeldoring) und Acacia haematoxylon (Vaalkameeldoring).
Eigenständige (main place) Nachbarorte sind weiter östlich Van Zylsrus, Hotazel und Kuruman sowie Bokspits, der Grenzort in Botswana.

## Geschichte
Die Vermessung und Namensgebung in dieser Region sind das Ergebnis eines schottischen Landvermessers. Dieser Roger Duke Jackson (Spitzname: Malkop Jackson) erkundete zusammen mit seiner Frau zwischen 1913 und 1917 im Auftrag der Südafrikanischen Union jene Kalahari-Region am Unterlauf des Kuruman sowie entlang des Auob und des  Nossob. Dabei gab er Farmen und landschaftlichen Punkten ihre Namen nach Lokalitäten aus seiner schottischen Heimat. Ursprünglich war der Talabschnitt der heutigen Ortschaft das Gebiet der Farm Askham mit der Nummer 140. Ihr gesamtes Gelände hatte eine Fläche von 3906 Hektar. 
Die Anfänge der dörflichen Siedlung Askham gehen auf die Dutch Reformed Church zurück, die hier seit 1898 tätig ist. Ein Kirchengebäude wurde jedoch erst 1952 errichtet. Die Kirchgemeinde ließ für die jungen Bewohner der verstreut liegenden Farmanwesen ein Schulgebäude in Loubos bauen, das am 5. Oktober 1926 eröffnet wurde. Sie wurde bereits 1931 nach Askham verlegt und nahm dort ihren Schulbetrieb am 1. Oktober auf. Dieses Schulgebäude wurde im Jahr 2000 geschlossen und der Unterricht in ein neues Gebäude verlegt. Das Vorhandensein einer Schule und einer Kirche haben hier neben den landwirtschaftlichen Aktivitäten zur Siedlungsbildung wesentlich beigetragen.

## Bevölkerung
Im Jahre 2010 lebten hier 888 Personen in 226 Haushalten auf 3,11 km². Eine Erweiterung der Siedlung ist geplant.

## Öffentliche Infrastruktur
In Askham gibt es eine Grundschule, ein Ärztezentrum, Sportanlagen und einen Gemeindesaal (Veeboere saal). Das ehemalige Schulgebäude wird für LED-Projekte (Local Economic Development) genutzt.

## Wirtschaft
Die Einwohner des Ortes leben von Bewässerungsfeldwirtschaft, dem Eigenbedarf und vom Tourismus.

## Verkehr
Von Hotazel führt die Regionalstraße R31 heran und verläuft weiter in Richtung Westen bis nach Rietfontein. Die Landstraße R360 kommt aus dem Süden, wo sie in Upington von der Nationalstraße N10 abzweigt. Diese Strecke wurde von SANRAL ausgebaut.
Es gibt hier eine Landepiste für Flugzeuge mit der Bezeichnung Askham Airport.

## Sehenswürdigkeiten
- Flora und Fauna dieser ariden Zone
- Kalaharilandschaften